# Biko (piosenka)
Biko – ballada rockowa będąca protest songiem brytyjskiego muzyka Petera Gabriela. Piosenka poświęcona jest Steve'owi Biko z RPA, działającymu na rzecz zniesienia apartheidu – zamordowanym przez południowoafrykańską policję w 1977 roku. Piosenka była zamieszczona na trzecim solowym albumie Gabriela – Peter Gabriel.
Sformułowanie „Yihla Moja”, występujące w piosence znaczy w języku xhosa „duchu przyjdź”.